# Мунія жовтогуза
Му́нія жовтогуза (Lonchura flaviprymna) — вид горобцеподібних птахів родини астрильдових (Estrildidae). Ендемік Австралії.

## Опис
Довжина птаха становить 11 см. Голова білувата, верхня частина тіла коричнева, груди і боки блідо-жовтувато-охристі, надхвістя і гузка золотисто-охристі. Очі темно-карі, дзьоб сірий, лапи чорнуваті.

## Поширення і екологія
Жовтогузі мунії мешкають на північному сходу регіону Кімберлі в Західній Австралії та на північному заході Північної Австралії в регіоні Топ-Енд. Вони живуть на узліссях відкритих прибережних лісів та на трав'янистих і чагарникових галявинах. Зустрічаються зграйками, іноді приєднуються до змішаних зграй птахів. 
Жовтогузі мунії живляться насінням трав, зокрема плоскухою, просом, Chloris і Oryza sativa, іноді також ягодами, плодами, бруньками і дрібними літаючими комахами. Сезон розмноження припадає на завершення сезону дощів. В кладці від 4 до 5 яєць. Інкубаційний період триває 13-14 днів. Будують гніздо, насиджують яйця і доглядають за пташенятами і самиці, і самці. Пташенята покидають гніздо через 3 тижні після вилуплення, однак батьки продовжують піклуватися про них деякий час.

## Збереження
МСОП класифікує стан збереження цього виду як близький до загрозливого. За оцінками дослідників, популяція жовтогузих муній становить приблизно 20 тисяч птахів.